# Cardinal Stadium
L&N Federal Credit Union Stadium (anteriormente Papa John's Cardinal Stadium y Cardinal Stadium) es un estadio de fútbol ubicado en Louisville (Kentucky, Estados Unidos), en el extremo meridional del campus de la Universidad de Louisville. Abrió sus puertas el 5 de septiembre de 1998, es el campo de los Louisville Cardinals y tiene capacidad para albergar 55 000 espectadores.

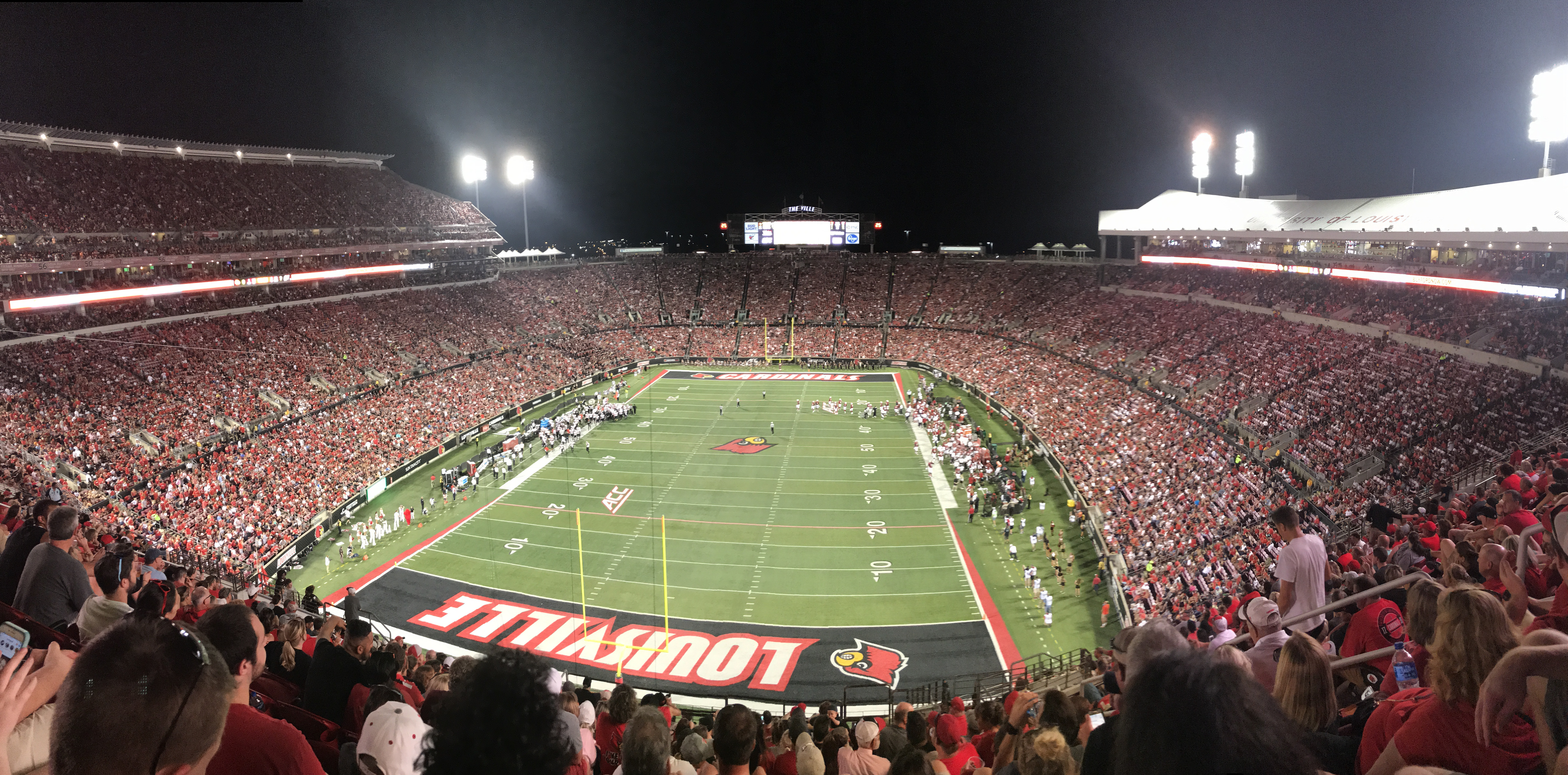
El estadio en octubre de 2018.

El 13 de julio de 2018, la rectora de la Universidad de Louisville, Neeli Bendapudi, cambió el nombre del estadio. Dejó de llamarse "Papa John's Cardinal Stadium" para ser simplemente "Cardinal Stadium", como reacción ante el insulto racista que había proferido el fundador de Papa John's, John Schnatter, durante una conferencia telefónica de la empresa.
El 30 de enero de 2023, el estadio pasó a llamarse '"L&N Federal Credit Union Stadium". El contrato de patrocinio tiene un valor de 41,3 millones de dólares durante 20 años. El nuevo patrocinador del estadio es una institución financiera que fue fundada en 1954 para servir a los trabajadores del ahora desaparecido Louisville and Nashville Railroad, que operaba una gran terminal ferroviaria en el sitio actual del estadio. La cooperativa de ahorro y crédito ahora atiende a clientes en toda el área metropolitana de Louisville.